# Cécile Ngambi
Cécile Ngambi, född 15 november 1960, är en friidrottare från Kamerun. Hon deltog vid olympiska sommarspelen 1980.